# هوايرو
هوايرو (بالصينية المبسطة: 怀柔 区؛ بالصينية التقليدية: 懷柔 區) هي محافظة في الصين تابعة إلى إقليم بكين. يبلغ عدد سكانها 296002 نسمة حسب إحصائيات سنة 2000. تبلغ مساحتها 2557.3 كم².

## وصلات خارجية
- الموقع الرسمي